# سیارک ۳۸۹۰
سیارک ۳۸۹۰ (به انگلیسی: 3890 Bunin، نامگذاری:1976YU5) سه هزار و هشتصد و نودمین سیارک کشف شده‌است که در ۱۸ دسامبر ۱۹۷۶ کشف شد.
قدر مطلق سیارک برابر ۱۳٫۳۰ است.